# Umeå brottningsförening
Umeå Brottningsförening var tidigare en del i Umeå IK men är idag en fristående förening i Umeå utan några övriga sektioner och med barn- och ungdomsverksamhet. Den brottning som bedrivs i föreningen är både Grekisk-romersk stil och fristil. Umeå Brottningsförening tillhör Västerbottens Brottningsförbund som i sin tur tillhör Svenska Brottningsförbundet.    
Föreningen har år 2014 en handfull tävlingsbrottare på hög nationell nivå, främst på damsidan. År 2013 kom Frida Edlund-Otterstedt tvåa på Nordiska Mästerskapen i KvU 56 kg. Tilda Tärnklev vann Glentons Mästarmöte för tjejer både 2011 och 2012 och slutade tvåa 2013. Tävlingen kan likställas med SM och alla de bästa i Sverige deltar. Även Frida Edlund-Otterstedt och Sofia Eriksson-Lif har tagit medaljer på Glentons Mästarmöte. 
På Ungdoms-SM 2013 tog Umeå Brottningsförening brons genom Frida Edlund-Otterstedt och på fristils-SM tog Martin Yordanov silver. Tilda Tärnklev vann guld på ungdoms-SM 2014 i Lidköping i KvU 70 kg.
Tilda Tärnklev vann även VM i beach wrestling 2014 i grekiska Katerini.